# Українці Республіки Корея
Українці Республіки Корея — особи з українським громадянством або національністю, які перебувають на території Республіки Корея. Задля збереження рідної мови та культури існують ініціативні групи, що частково співпрацюють з Посольством України в Республіці Корея.

## Історія
З огляду на віддаленість Корейського півострова від України які-небудь зв'язки між ними були повністю відсутніми. Одним з перших українців, що потрапили до Кореї після її відкриття зовнішньому світу, став Афанасій Іванович Середін-Сабатін, який зробив там блискучу кар'єру, ставши фактично придворним архітектором імператора Коджона. Українець є автором знакових споруд, які до цього часу прикрашають Сеул — Брами Незалежності,"Павільйону тихого споглядання", Королівської бібліотеки. За деякими відомостями, першими українцями, що потрапили на територію сучасної Кореї, були також військові моряки, які врятувалися після поразки російського імператорського флоту у битві при Цусімі 1905 року. Також ймовірно деякі українці перебралися до Кореї після завершення громадянської війни у Росії та встановлення влади більшовиків на Далекому Сході у 1922 році й ліквідації усіх державних формувань українців. Звідси, напевне, переважно більшість перебралася до Китаю та Японії.
Американка українського походження Юлія Муллок, одружившись у 1959 році з Ї Гу — кронпринцом корейського королівського дому Чосон, стала "останньою принцесою Кореї".
Чимало українців брали участь у Корейській війні 1950-53 рр. Генерал корпусу морської піхоти США Семуел Яскілка очолював першу хвилю десанту на "Червоний берег" Інчхону 15 вересня 1950 року. Серед інших українців, які захищали Корею, збереглися імена учасників української групи в складі розвідувальної сотні «Рекон» (Василь Бирнгард, Іван Бура, Василь Футала, Остап Страмецький), генерального осавула Українського вільного козацтва в США Юрія Дяченка (капрал 8-ї інженерної групи 8-ї армії США в 1951-53 рр.), а також Рудольфа Яківа Федюка-Федоровича – учасника бою під Крутами. Відомим українцем-військовослужбовцем США, що у 1968 році перебував в Кореї, був Віктор Китастий. 
Проте цільної та постійної української громади не виникло. Процес міграції українців до цієї країни розпочався лише з розпадом Радянського Союзу та постанням незалежної України, коли з'явилося більше можливостей для подорожей. Українська громада переважно формувалася з осіб, що мали тимчасову роботу (2-3 роки) в республіці, вчилися або залишилися на тривалий термін. Окрема категорія — україно-корейські подружжя.
Станом на 2016 рік в Республіці Корея постійно проживає або тимчасово перебуває 2 485 громадян України, зокрема 230 громадян перебувають на консульському обліку в Посольстві України. Більшість мешкає у великих містах, насамперед Сеулі.

## Громадські організації
У Республіці Корея відсутні громадські об'єднання чи організації закордонних українців, а також особи, які отримали статус закордонного українця. Втім революційні події 2013—2014 років в Україні та Російська агресія в Криму та на Донбасі згуртували громаду, яка утворила інтернет-спільноту в FACEBOOK — «Українці в Кореї». Ініціативна група у 2014 році під стінами посольства Російської Федерації у Сеулі провела акцію протесту проти агресії Росії у Криму.